# Dơi ngựa đuôi lớn
Dơi ngựa đuôi lớn  (danh pháp khoa học: Rousettus amplexicaudatus) là một loài động vật có vú trong họ Dơi quạ, bộ Dơi. Loài này được E. Geoffroy mô tả năm 1810.